# Moses Mendelssohn
Moses Mendelssohn (Dessau, 6. rujna 1729. – Berlin, 4. siječnja 1786.), filozof i teolog je njemačkog prosvjetiteljstva. Bio je prijatelj Gottholda E. Lessinga. Jedan je od napoznatijih popularnih filozofa iz škole Ch. Wolffa. Zauzima se za toleranciju među religijama i odvajanje Crkve i države, nastojao je pomiriti vjeru s razumskom spoznajom. Utemeljio je prvu suvremenu židovsku filozofiju religije, temeljenu na prosvjetiteljskoj filozofiji. 
Glavna su mu djela: Filozofski razgovori, Rasprava o očitosti u metafizičkim znanostima, Fedon ili o besmrtnosti duše.